# Jardín Botánico Pietro Castelli de la Universidad de Mesina
El Jardín Botánico Pietro Castelli de la Universidad de Mesina (en italiano:  Orto Botanico "Pietro Castelli" dell'Università di Messina también conocido como Orto botanico di Messina), es un jardín botánico y arboreto de 8000 m² de extensión, que depende administrativamente de la Universidad de Mesina, y ubicado en "piazza XX Settembre", de Mesina, Sicilia.
El código de identificación internacional del Orto Botanico "Pietro Castelli" dell'Università di Messina como miembro del "Botanic Gardens Conservation Internacional" (BGCI), así como las siglas de su herbario es MS.

## Localización
Istituto di Botanica i Giardino Botanico "Pietro Castelli" dell`Universita di Messina
Piazza XX Settembze, I-98100 Messina, Sicilia, Italia.
Planos y vistas satelitales.38°11′32.64″N 15°32′46.32″E / 38.1924000, 15.5462000
Está abierto los fines de semana al público en general sin pago de tarifa de entrada.

## Historia
Fundado por el médico y botánico romano Pietro Castelli en el 1638 con el nombre de "Hortus simplicium" ("Orto dei Semplici") o "Hortus messinensis" ("Orto di Messina"); desde su fundación es dependiente de la "Università di Messina".
A Pietro Castelli los sucede en la dirección Marcello Malpighi (1661), fundador de la histología y la anatomía vegetal, quién efectuó gran parte de las investigaciones de su obra científica sobre las plantas del jardín botánico. 
Fue destruido junto con la universidad tras la revuelta antiespañola de la ciudad en el 1678, fue reacondicionado en el 1889 en la orilla del río Portalegni, esta segunda versión fue arruinada por el terremoto de  1908, y la mayor parte de sus terrenos dedicados a la construcción de edificios.
Actualmente el "orto botanico", sito en "piazza XX Settembre", alberga numerosas especies arbóreas provenientes de todo el mundo.

## Colecciones
Hoy el Jardín, tiene las especies arbóreas de  Calodendrum capensis, Casuarina torulosa, Chorisia insignis, Dracaena draco, Ficus macrophylla, Ginkgo biloba, Livistona chinensis, Phoenix canariensis, Pinus brutia, Pinus longifolia, Pterocarya caucasica, Trachycarpus excelsus e Washingtonia filifera.

Otras plantas de interés son Annona cherimola, Eugenia jambos, Eugenia myrtifolia, Eugenia uniflora, Feijoa sellowiana, Flacourtia indica, Mangifera indica, Nymphaea capensis, Nymphaea alba, Persea gratissima, Pithecoctenium cynanchoides, Pontederia cordata, Psidium guajava y Psidium cattleianum.

Numerosos los representantes de la flora endémica de Sicilia, entre los cuales Carlina sicula, Centaurea crassifolia, Centaurea tauromenitana,  Limonium minutiflorum, Senecio ambiguus, Senecio gibbosus, Scilla cupani.